# Мигун, Пётр Семёнович
Пётр Семёнович Мигун (14 января 1918, Кривоносовка, Черниговская губерния — 12 мая 1998, Новобугский район, Николаевская область) — помощник командира взвода роты автоматчиков 289-го гвардейского стрелкового полка гвардии сержант — на момент представления к награждению орденом Славы 1-й степени.

## Биография
Родился 14 января 1918 года в селе Кривоносовка (ныне Середино-Будского района Сумской области). Украинец. Окончил 6 классов. Жил на Дальнем Востоке. Работал в железнодорожном совхозе, затем в пункте «Заготсено» на станции Завитая.
В 1939 году был призван Красную Армию. Служил на Черноморском флоте, краснофлотцем на крейсере «Червона Украина». В боях Великой Отечественной войны с июля 1941 года. Участвовал в эвакуации гарнизона Одессы, обороне Севастополя. После гибели Севастополя воевал в морской пехоте. Был дважды ранен: в декабре 1943 года и марте 1944 года. К лету 1944 года воевал в составе 289-го гвардейского стрелкового полка 97-й гвардейской стрелковой дивизии, в составе которого прошел до Победы. Был командиром отделения, помощником командира взвода.
27 августа 1944 года в бою за высоту северо-западнее города Олесница на левом берегу реки Висла гвардии сержант Мигун ворвался в траншею противника, из личного оружия уничтожил 9 вражеских солдат. В течение дня вместе с бойцами успешно отражал 6 контратак врага.
Приказом по частям 97-й гвардейской дивизии от 3 сентября 1944 года гвардии сержант Мигун Пётр Семёнович награждён орденом Славы 3-й степени.
В ночь на 31 октября 1944 года в районе населенного пункта Яблонице гвардии старший сержант Мигун в составе группы участвовал в захвате двух «языков». Одного захватил лично, догнал, когда тот попытался убежать, и привел его в сове расположение. В это же время огнём из автомата лично истребил двух противников.
Приказом по войскам 5-й гвардейской армии от 8 декабря 1944 года гвардии сержант Мигун Пётр Семёнович награждён орденом Славы 2-й степени.
В январе 1945 года в ходе Сандомирско-Силезской операции 289-й гвардейский стрелковый полк перешел границу Германии, 26 января формировал реку Одер. Первой боевой задачей, которую предстояло выполнить на плацдарме, был захват железнодорожной станции Линден. В ночь на 27 января в рота гвардии капитана Корячко проникла в тыл противника севернее станции Линден.
27 января 1945 года, находясь с бойцами в тылу противника в засаде у населенного пункта Розенхайн, гвардии сержант Мигун участвовал в разгроме вражеской колонны. Гвардейцы, пользуясь темнотой, внезапно атаковали противников, забросали их гранатами, в упор расстреливали из пулеметов и автоматов. Фашисты оставили на поле боя свыше пятидесяти трупов, две автомашины и трактор-тягач. В этом бою Мигун лично уничтожил 10 противников и двух взял в плен. За находчивость и мужество, проявленные в этой схватке, все четверо — гвардии старшие сержанты Мигун и Язов, гвардии красноармейцы Стерпул, Катана — командиром полка гвардии подполковник Науменко были представлены к награждению орденом Славы I степени.
В одном из следующих боев в феврале 1945 года снова отличился. 11 февраля в бою за населенный пункт Тахлинден первым ворвался в дом, из которого противники вели сильны огонь. Огнём из автомата уничтожил 5 солдат противника и 8 взял в плен. В это бою был ранен, но не ушел с поля боя пока село не было очищено от врага. За это бой награждён орденом Красной Звезды.
Указом Президиума Верховного Совета СССР от 27 июня 1945 года за исключительное мужество, отвагу и бесстрашие, проявленные в боях с вражескими захватчиками на завершающем этапе Великой Отечественной войны, гвардии старший сержант Мигун Пётр Семёнович награждён орденом Славы 1-й степени. Стал полным кавалером ордена Славы.
В июне 1946 года старшина Мигун был демобилизован.
Жил в селе Красная Поляна, затем в поселке Шевченково Новобугского района Николаевской области Украины. Работал плотником в совхозе, затем на Баратовском пенькозаводе. Скончался 12 августа 1998 года. Похоронен на кладбище в селе Шевченково Новобугского района.
Награждён орденами Отечественной войны 1-й степени, Красной Звезды, Славы 1-й, 2-й, 3-й степеней, медалями.